# Metzler Jenő
Metzler Jenő (Máramarossziget, 1869./1870. szeptember 15. – Budapest, 1942. szeptember 21.) a Magyar Koronás Nagy Aranyérem tulajdonosa, a Magyar Országos Központi Takarékpénztár elnöke és vezérigazgatója.
Közgazdász, bankár, bankigazgató.

## Életpályája
1899-ben kezdte pályáját a Magyar Országos Központi Takarékpénztárnál (MOKTÁR). 1901–1906 között a MTE Budapesti osztály választmányi tagja volt. 1910-től a Magyar Sí Klub választmányi tagja, 1911-től művezetője volt. 1916-ban vezérigazgató-helyettes, 1917-ben vezérigazgató lett. 1927-ben a takarékpénztár elnökhelyettese lett.
Több iparvállalatnál volt vezető szerepe. Aktívan részt vett a Budapesti Áru- és Értéktőzsde működésében tőzsdetanácsosként. A MOKTÁR iparvállalati érdekeltségeinek gyarapítása is hozzá kapcsolódik.

## Családja
Szülei: Metzler Ágoston és Schenchenstnel Lujza voltak. Felesége, Fejér Ilona volt.
Temetése a Kerepesi temetőben történt.